# Substrat (Materialwissenschaft)
In der Materialwissenschaft ist das Substrat das zu behandelnde Material. Meist wird die Oberfläche des Substrats veredelt oder beschichtet.

## Beispiele
In der Drucktechnik ist das Substrat das zu bedruckende Material, der Bedruckstoff.
In der Halbleitertechnik wird der Wafer, der in der Elektronikindustrie das Ausgangsmaterial für eine Chipfertigung in Großserien darstellt, auch Substrat genannt.
Im Bereich der PVD-Beschichtungen ist das Material, auf welches die dünne Schicht abgeschieden wird, das Substrat. Dabei sind die Materialeigenschaften, insbesondere aber die Oberfläche des Substrates, von großer Bedeutung für die Qualität (z. B. Haftung) der Schicht. Oftmals ist das Substrat eine Stahllegierung (z. B. Werkzeugstahl bei Schneidewerkzeugen) oder Titan (z. B. bei Implantaten). Seit einiger Zeit wird auch Keramik und Polymer-Kunststoff beschichtet.

## Zwei Bedeutungen bei Herstellung und Verarbeitung von Substratfarben
Substratfarben sind nicht so benannt, weil sie (wie alle Anstrichmittel) auf ein Substrat aufgetragen werden sollen, sondern sie enthalten neben anderen Komponenten ein mehr oder weniger farbloses Pigment, beispielsweise Kreide, welches ebenfalls Substrat genannt wird. Dieses Substrat wird bei der Farbherstellung fest mit einem Farbpigment verbunden. Bei der Herstellung wird also ein Stoff und bei der Verarbeitung ein Material behandelt.